# Kalani Sitake
Kelaokalani Fifita „Kalani” Sitake (Nukuʻalofa, Tonga, 1975. október 10. –) tongai-amerikai amerikaifutball-játékos és -edző, 2016-tól a BYU Cougars vezetőedzője. Ő az első tongai, aki egyetemi amerikaifutball-vezetőedzői pozíciót tölt be.

## Fiatalkora
Családja gyermekkorában Hawaiira költözött. Középiskolába Missouriba járt.

## Játékosként

### Egyetemi
1994-ben, majd 1997 és 2000 között a BYU Cougars fullbackje volt; 1998-ban az intézmény az év ösztöndíjas sportolójának választotta. 2000-ben csapatkapitány és a legértékesebb fullback volt.

### Profi
2001-ben szabadúszóként a Cincinnati Bengalsszel szerződött, de pályafutása hátsérülés miatt megszakadt.

## Edzőként
2001-ben az Eastern Arizona Gila Monsters defensive backjeinek edzője és a speciális csapat koordinátora, majd 2002-ben a BYU Cougars helyettese volt. A 2003-as szezont a Southern Utah Thunderbirds running backjeinek, a 2004-est pedig a támadófal edzőjeként töltötte. 2005 és 2008 között a Utah Utes linebackereit edzette, majd 2008. december 7-én 2009. január 3-ai hatállyal védőkoordinátorrá léptették elő. 2014. december 23-án az Oregon State Beavers védőkoordinátorává és vezetőedző-helyettesévé, 2015. december 19-én pedig a BYU Cougars vezetőedzőjévé nevezték ki.
Első mérkőzésén, a 2016. szeptember 3-ai Cactus Kickoffon 18–16-ra legyőzték az Arizona Wildcatst. Ezután három játékot elveszítettek, négyet pedig megnyertek, így egymásután tizenkettedszerre vehettek részt a bowlmérkőzésen. 2017-ben magasak voltak az elvárások, de ötven év óta legrosszabb szezonjuk volt: 1–7-es kezdést követően végső eredményük 4–9 lett, ezután Sitake Ty Detmer támadókoordinátort kirúgta. A 2018-as szezon bowlmérkőzésén legyőzték a Western Michigan Broncost. A 2019-es évben eredményük ugyanúgy 7–6 lett.
Sitake szerződését 2023-ig meghosszabbították. A rájátszásban versengés indult a kezdő quarterback pozíciójáért. A Covid19-pandémia miatt három kivételével minden mérkőzést töröltek, végül Tom Holmoe atlétikai igazgató rövid határidővel új ellenfeleket szerzett. A 2020-as eredményük 11–1, emellett a Coaches Poll és az AP Poll rangsoraiban 1996 óta a legmagasabb, 11. helyezést érték el. Az NFL-draftben több játékost kiválasztottak, Jeff Grimes távozása miatt pedig az új támadókoordinátor Aaron Roderick lett.

## Családja és tanulmányai
1994-ben a Brigham Young Egyetemen angol szakos diplomát szerzett, ezt követően Kaliforniában mormon lelkészként szolgált. Feleségével, Timberlyvel négy gyermekük született.
2025. január 18-án a Polynesian Football Hall of Fame tagjává választották.

## Eredményei vezetőedzőként
| Év                              | Eredmény                     | Eredmény                     | Helyezés                     | Továbbjutás                  | Rangsor                      | Rangsor                      |
| Év                              | Összesített                  | Konferencia                  | Helyezés                     | Továbbjutás                  | Coaches                      | AP                           |
| BYU Cougars (NCAA független)    | BYU Cougars (NCAA független) | BYU Cougars (NCAA független) | BYU Cougars (NCAA független) | BYU Cougars (NCAA független) | BYU Cougars (NCAA független) | BYU Cougars (NCAA független) |
| ------------------------------- | ---------------------------- | ---------------------------- | ---------------------------- | ---------------------------- | ---------------------------- | ---------------------------- |
| 2016                            | 9–4                          | –                            | –                            | Poinsettia Bowl              | –                            | –                            |
| 2017                            | 4–9                          | –                            | –                            | –                            | –                            | –                            |
| 2018                            | 7–6                          | –                            | –                            | Famous Idaho Potato Bowl     | –                            | –                            |
| 2019                            | 7–6                          | –                            | –                            | Hawaii Bowl                  | –                            | –                            |
| 2020                            | 11–1                         | –                            | –                            | Boca Raton Bowl              | 11                           | 11                           |
| 2021                            | 10–3                         | –                            | –                            | Independence Bowl            | 22                           | 19                           |
| 2022                            | 8–5                          | –                            | –                            | New Mexico Bowl              | –                            | –                            |
| BYU Cougars (Big 12 Conference) |                              |                              |                              |                              |                              |                              |
| 2023                            | 5–7                          | 2–7                          | T-11.                        | –                            | –                            | -                            |
| 2024                            | 11–2                         | 7–2                          | T-1.                         | Alamo Bowl                   | 14                           | 13                           |
| Összesen:                       | 72–43                        | 9–9                          | –                            | –                            | –                            | –                            |

## Fordítás
- Ez a szócikk részben vagy egészben  a   Kalani Sitake című angol Wikipédia-szócikk ezen változatának fordításán alapul.  Az eredeti cikk szerkesztőit annak laptörténete sorolja fel. Ez a jelzés csupán a megfogalmazás eredetét és a szerzői jogokat jelzi, nem szolgál a cikkben szereplő információk forrásmegjelöléseként.